# Boda, Nora
Boda är en by i Nora socken, Uppland, Heby kommun.
Boda omtalas i dokument första gången 1376 ("ii bodhum"). Namnet Boda antyder att bebyggelsen troligen ursprungligen utgjort bodland till en annan by. Nils i Ulebo bytte 1415 till sig jord i Brunnvalla och den okända bebyggelsen "brunvalabodhum". Det har spekulerats om det möjligen skulle kunna syfta på Boda. Byarna Boda, Högsbo, Dagselbo och Segelbo hade fram till laga skifte 1864 gemensam skogsmark, och har troligen ett bebyggelsehistoriskt samband. Något säkert i frågan går dock inte att säga. De äldsta bevarade jordeböckerna från 1541 upptar Boda som ett mantal skatte, från 1548 även med en utjord i Lockarbo.
Boda hade sina fäbodar vid Stora fäbodvallen som låg över om sjön Norra Brinnen. Fäbodarna var i bruk fram till omkring 1910. Området låg dock egentligen på Brunnvallas skogsmark, inte långt från Högsbos fäbodar.
Bland bebyggelse på ägorna märks Anders-Mats, numera vanligen kallat Murars. Det är en utflyttad gård som anlades 1866 efter laga skifte av Anders Matsson. Namnet Murars kommer från en senare ägare som var murare. Jan-Anders är en gård som utflyttades från bytomten någon gång mellan storskiftet 1811 och laga skifte 1866. Gården som ligger kvar på gamla byplatsen kallas Ol-Pers. Utjorden inom Lockarbo ägor som omtalas redan 1548 kallas i senare handlingar Storvreten. Ännu 1810 fanns här inga gårdar, men 1843 hade två gårdar tillkommit på platsen.